# Milan-San Remo 2020
La 111e édition de Milan-San Remo a été reportée au 8 août 2020,, au lieu du 21 mars initialement prévu, en raison de la pandémie de Covid-19. Disputée sur une distance de 305 km en Italie, entre Milan et Sanremo, elle fait partie du calendrier UCI World Tour 2020 en catégorie 1.UWT.

## Présentation

### Parcours
Les coureurs traversent trois régions du nord de l'Italie : la Lombardie, le Piémont et la Ligurie. Partis de Milan, ils passent par Vigevano, entent au Piémont, traversant Valenza et Alessandria puis une première hauteur, à Niella Belbo (785 m). Le sommet de la course est le col de Nava, à 936 m, et en Ligurie, les coureurs rejoignent la mer à Cipressa, passent par le Poggio, et arrivent Via Roma à Sanremo.
Avec ses 305 kilomètres, cette édition est la plus longue de l'histoire de Milan-San Remo et également la plus longue distance sur une classique depuis la dernière édition de Bordeaux-Paris en 1988 disputée sur 608,5 kilomètres et dont les 300 derniers kilomètres étaient courus derrière un derny.

### Équipes
Milan-San Remo figurant au calendrier du World Tour, les 19 UCI WorldTeams sont présentes, auxquelles il faut ajouter les 6 UCI ProTeams invitées. En juin, l'UCI décide de suivre la demande du Conseil du Cyclisme Professionnel en autorisant la réduction du nombre de coureurs par équipe sur cette édition pour permettre à l'organisateur d’inviter deux UCI ProTeams supplémentaires sans augmenter la taille du peloton.
| WorldTeams (19)- AG2R La Mondiale - Astana - Bahrain McLaren - Bora-Hansgrohe - CCC Team - Cofidis - Deceuninck-Quick Step - EF Pro Cycling - Groupama-FDJ - Israel Start-Up Nation - Lotto Soudal - Mitchelton-Scott - Movistar Team - NTT Pro Cycling - Ineos - Jumbo-Visma - Team Sunweb - Trek-Segafredo - UAE Team Emirates ProTeams (8)- Total Direct Énergie - Alpecin-Fenix - Arkéa-Samsic - Gazprom-RusVelo - Circus-Wanty Gobert - Vini Zabù-KTM - Androni Giocattoli-Sidermec - Bardiani CSF Faizanè |
| |

## Récit de la course
Une échappée se forme, groupant sept coureurs (six Italiens : Mattia Bais, Manuele Boaro, Damiano Cima, Marco Frapporti, Fabio Mazzucco, Alessandro Tonelli, et un Espagnol : Héctor Carretero). Dans le peloton, la poursuite est assurée par l'équipe Deceuninck-Quick Step. Les cinq échappés restants sont rattrapés à 35 km  de l'arrivée. Peu après, le tenant du titre Julian Alaphilippe est retardé par une crevaison, mais il réussit à réintégrer le groupe de tête. 
Dans la montée du Poggio, Aimé De Gendt lance une attaque, puis c'est Alaphilippe qui met tout le monde en difficulté. Il franchit seul le sommet du Poggio, mais il est rattrapé en bas de la descente par Wout van Aert. Le groupe des sprinters est à quelques secondes derrière les deux hommes de tête, mais Alaphilippe et van Aert ne seront pas rattrapés : dans le sprint à deux qui précède le sprint des poursuivants, van Aert s'impose sur la ligne d'arrivée. Alaphilippe le félicite et reconnaît : « Le coureur le plus fort a gagné ».

## Classements

### Classement de la course
| \| Classement général \| Classement général \| Classement général \| Classement général \| Classement général \| \| Coureur \| Coureur \| Pays \| Équipe \| Temps \| \| ------------------ \| -------------------- \| ------------------ \| --------------------- \| ------------------ \| \| 1er \| Wout van Aert \| Belgique \| Jumbo-Visma \| 7 h 16 min 09 s \| \| 2e \| Julian Alaphilippe \| France \| Deceuninck-Quick Step \| + 0 s \| \| 3e \| Michael Matthews \| Australie \| Team Sunweb \| + 2 s \| \| 4e \| Peter Sagan \| Slovaquie \| Bora-Hansgrohe \| + 2 s \| \| 5e \| Giacomo Nizzolo \| Italie \| NTT Pro Cycling \| + 2 s \| \| 6e \| Dion Smith \| Nouvelle-Zélande \| Mitchelton-Scott \| + 2 s \| \| 7e \| Alex Aranburu \| Espagne \| Astana \| + 2 s \| \| 8e \| Greg Van Avermaet \| Belgique \| CCC Team \| + 2 s \| \| 9e \| Philippe Gilbert \| Belgique \| Lotto-Soudal \| + 2 s \| \| 10e \| Matej Mohorič \| Slovénie \| Bahrain McLaren \| + 2 s \| \| 11e \| Andrea Vendrame \| Italie \| AG2R La Mondiale \| + 2 s \| \| 12e \| Tadej Pogačar \| Slovénie \| UAE Team Emirates \| + 2 s \| \| 13e \| Mathieu van der Poel \| Pays-Bas \| Alpecin-Fenix \| + 2 s \| \| 14e \| Oliver Naesen \| Belgique \| AG2R La Mondiale \| + 2 s \| \| 15e \| Michał Kwiatkowski \| Pologne \| Team Ineos \| + 2 s \| \| 16e \| Davide Formolo \| Italie \| UAE Team Emirates \| + 2 s \| \| 17e \| Matteo Jorgenson \| États-Unis \| Movistar Team \| + 2 s \| \| 18e \| Alberto Bettiol \| Italie \| EF Pro Cycling \| + 2 s \| \| 19e \| Zdeněk Štybar \| Tchéquie \| Deceuninck-Quick Step \| + 2 s \| \| 20e \| Tiesj Benoot \| Belgique \| Team Sunweb \| + 2 s \| |                      |                  |                       |                 |
| |                      |                  |                       |                 |
| Source : ProCyclingStats |                      |                  |                       |                 |
| Classement général |                      |                  |                       |                 |
| Coureur | Coureur              | Pays             | Équipe                | Temps           |
| 1er | Wout van Aert        | Belgique         | Jumbo-Visma           | 7 h 16 min 09 s |
| 2e | Julian Alaphilippe   | France           | Deceuninck-Quick Step | + 0 s           |
| 3e | Michael Matthews     | Australie        | Team Sunweb           | + 2 s           |
| 4e | Peter Sagan          | Slovaquie        | Bora-Hansgrohe        | + 2 s           |
| 5e | Giacomo Nizzolo      | Italie           | NTT Pro Cycling       | + 2 s           |
| 6e | Dion Smith           | Nouvelle-Zélande | Mitchelton-Scott      | + 2 s           |
| 7e | Alex Aranburu        | Espagne          | Astana                | + 2 s           |
| 8e | Greg Van Avermaet    | Belgique         | CCC Team              | + 2 s           |
| 9e | Philippe Gilbert     | Belgique         | Lotto-Soudal          | + 2 s           |
| 10e | Matej Mohorič        | Slovénie         | Bahrain McLaren       | + 2 s           |
| 11e | Andrea Vendrame      | Italie           | AG2R La Mondiale      | + 2 s           |
| 12e | Tadej Pogačar        | Slovénie         | UAE Team Emirates     | + 2 s           |
| 13e | Mathieu van der Poel | Pays-Bas         | Alpecin-Fenix         | + 2 s           |
| 14e | Oliver Naesen        | Belgique         | AG2R La Mondiale      | + 2 s           |
| 15e | Michał Kwiatkowski   | Pologne          | Team Ineos            | + 2 s           |
| 16e | Davide Formolo       | Italie           | UAE Team Emirates     | + 2 s           |
| 17e | Matteo Jorgenson     | États-Unis       | Movistar Team         | + 2 s           |
| 18e | Alberto Bettiol      | Italie           | EF Pro Cycling        | + 2 s           |
| 19e | Zdeněk Štybar        | Tchéquie         | Deceuninck-Quick Step | + 2 s           |
| 20e | Tiesj Benoot         | Belgique         | Team Sunweb           | + 2 s           |

### Classement UCI
La course attribue des points au Classement mondial UCI 2020 selon le barème suivant :
| Position           | 1er | 2e  | 3e  | 4e  | 5e  | 6e  | 7e  | 8e  | 9e  | 10e | 11e | 12e | 13e | 14e | 15e | 16e à 20e | 21e à 30e | 31e à 50e | 51e à 55e | 56e à 60e |
| Classement général | 500 | 400 | 325 | 275 | 225 | 175 | 150 | 125 | 100 | 85  | 70  | 60  | 50  | 40  | 35  | 30        | 20        | 10        | 5         | 3         |

## Liste des participants
| Deceuninck-Quick Step DQT | Deceuninck-Quick Step DQT | Deceuninck-Quick Step DQT |
| ------------------------- | ------------------------- | ------------------------- |
| Num                       | Coureur                   | Pos                       |
| 1                         | Julian Alaphilippe (FRA)  | 2e                        |
| 2                         | Kasper Asgreen (DEN)      | 72e                       |
| 3                         | Sam Bennett (IRL)         | 60e                       |
| 4                         | Tim Declercq (BEL)        | 108e                      |
| 5                         | Bob Jungels (LUX) (route) | 73e                       |
| 6                         | Zdeněk Štybar (CZE)       | 19e                       |

| AG2R La Mondiale ALM | AG2R La Mondiale ALM    | AG2R La Mondiale ALM |
| -------------------- | ----------------------- | -------------------- |
| Num                  | Coureur                 | Pos                  |
| 11                   | Oliver Naesen (BEL)     | 14e                  |
| 12                   | Julien Duval (FRA)      | 149e                 |
| 13                   | Lawrence Naesen (BEL)   | 79e                  |
| 14                   | Stijn Vandenbergh (BEL) | 80e                  |
| 15                   | Andrea Vendrame (ITA)   | 11e                  |
| 16                   | Lawrence Warbasse (USA) | 64e                  |

| Alpecin-Fenix AFC | Alpecin-Fenix AFC          | Alpecin-Fenix AFC |
| ----------------- | -------------------------- | ----------------- |
| Num               | Coureur                    | Pos               |
| 21                | Mathieu van der Poel (NED) | 13e               |
| 22                | Dries De Bondt (BEL)       | 128e              |
| 23                | Senne Leysen (BEL)         | 105e              |
| 24                | Oscar Riesebeek (NED)      | 143e              |
| 25                | Kristian Sbaragli (ITA)    | 27e               |
| 26                | Scott Thwaites (GBR)       | 95e               |

| Androni Giocattoli-Sidermec ANS | Androni Giocattoli-Sidermec ANS | Androni Giocattoli-Sidermec ANS |
| ------------------------------- | ------------------------------- | ------------------------------- |
| Num                             | Coureur                         | Pos                             |
| 31                              | Nicola Bagioli (ITA)            | 116e                            |
| 32                              | Mattia Bais (ITA)               | 109e                            |
| 33                              | Francesco Gavazzi (ITA)         | 84e                             |
| 34                              | Jhonatan Restrepo (COL)         | 127e                            |
| 35                              | Josip Rumac (CRO) (route)       | 149e                            |
| 36                              | Nicola Venchiarutti (ITA)       | AB                              |

| Astana AST | Astana AST                    | Astana AST |
| ---------- | ----------------------------- | ---------- |
| Num        | Coureur                       | Pos        |
| 41         | Alexey Lutsenko (KAZ) (route) | 55e        |
| 42         | Alex Aranburu (ESP)           | 7e         |
| 43         | Manuele Boaro (ITA)           | AB         |
| 44         | Omar Fraile (ESP)             | 104e       |
| 45         | Gorka Izagirre (ESP)          | 22e        |
| 46         | Davide Martinelli (ITA)       | 92e        |

| Bahrain McLaren TBM | Bahrain McLaren TBM       | Bahrain McLaren TBM |
| ------------------- | ------------------------- | ------------------- |
| Num                 | Coureur                   | Pos                 |
| 51                  | Sonny Colbrelli (ITA)     | 63e                 |
| 52                  | Damiano Caruso (ITA)      | 25e                 |
| 53                  | Iván García Cortina (ESP) | 93e                 |
| 54                  | Marco Haller (AUT)        | AB                  |
| 55                  | Matej Mohorič (SLO)       | 10e                 |
| 56                  | Dylan Teuns (BEL)         | 70e                 |

| Bardiani CSF Faizanè BCF | Bardiani CSF Faizanè BCF | Bardiani CSF Faizanè BCF |
| ------------------------ | ------------------------ | ------------------------ |
| Num                      | Coureur                  | Pos                      |
| 61                       | Vincenzo Albanese (ITA)  | 135e                     |
| 62                       | Iuri Filosi (ITA)        | AB                       |
| 63                       | Filippo Fiorelli (ITA)   | 112e                     |
| 64                       | Fabio Mazzucco (ITA)     | 145e                     |
| 65                       | Daniel Savini (ITA)      | 94e                      |
| 66                       | Alessandro Tonelli (ITA) | 117e                     |

| Bora-Hansgrohe BOH | Bora-Hansgrohe BOH        | Bora-Hansgrohe BOH |
| ------------------ | ------------------------- | ------------------ |
| Num                | Coureur                   | Pos                |
| 71                 | Peter Sagan (SVK)         | 4e                 |
| 72                 | Cesare Benedetti (ITA)    | 53e                |
| 73                 | Marcus Burghardt (GER)    | 51e                |
| 74                 | Oscar Gatto (ITA)         | AB                 |
| 75                 | Felix Großschartner (AUT) | 75e                |
| 76                 | Daniel Oss (ITA)          | 71e                |

| CCC Team CCC | CCC Team CCC               | CCC Team CCC |
| ------------ | -------------------------- | ------------ |
| Num          | Coureur                    | Pos          |
| 81           | Greg Van Avermaet (BEL)    | 8e           |
| 82           | Alessandro De Marchi (ITA) | 31e          |
| 83           | Jonas Koch (GER)           | 66e          |
| 84           | Fausto Masnada (ITA)       | 49e          |
| 85           | Michael Schär (SUI)        | 124e         |
| 86           | Matteo Trentin (ITA)       | AB           |

| Circus-Wanty Gobert CWG | Circus-Wanty Gobert CWG | Circus-Wanty Gobert CWG |
| ----------------------- | ----------------------- | ----------------------- |
| Num                     | Coureur                 | Pos                     |
| 91                      | Jan Bakelants (BEL)     | 41e                     |
| 92                      | Aimé De Gendt (BEL)     | 21e                     |
| 93                      | Xandro Meurisse (BEL)   | 34e                     |
| 94                      | Andrea Pasqualon (ITA)  | 42e                     |
| 95                      | Danny van Poppel (NED)  | 132e                    |
| 96                      | Loïc Vliegen (BEL)      | 48e                     |

| Cofidis COF | Cofidis COF                | Cofidis COF |
| ----------- | -------------------------- | ----------- |
| Num         | Coureur                    | Pos         |
| 101         | Elia Viviani (ITA) (route) | 39e         |
| 102         | Simone Consonni (ITA)      | 139e        |
| 103         | Christophe Laporte (FRA)   | 102e        |
| 104         | Cyril Lemoine (FRA)        | 78e         |
| 105         | Fabio Sabatini (ITA)       | 96e         |
| 106         | Kenneth Vanbilsen (BEL)    | 122e        |

| EF Pro Cycling EF1 | EF Pro Cycling EF1        | EF Pro Cycling EF1 |
| ------------------ | ------------------------- | ------------------ |
| Num                | Coureur                   | Pos                |
| 111                | Alberto Bettiol (ITA)     | 18e                |
| 112                | Simon Clarke (AUS)        | 44e                |
| 113                | Lawson Craddock (USA)     | 136e               |
| 114                | Mitchell Docker (AUS)     | 126e               |
| 115                | Magnus Cort Nielsen (DEN) | 101e               |
| 116                | Michael Woods (CAN)       | 65e                |

| Gazprom-RusVelo GAZ | Gazprom-RusVelo GAZ    | Gazprom-RusVelo GAZ |
| ------------------- | ---------------------- | ------------------- |
| Num                 | Coureur                | Pos                 |
| 121                 | Damiano Cima (ITA)     | 144e                |
| 122                 | Igor Boev (RUS)        | 115e                |
| 123                 | Marco Canola (ITA)     | 36e                 |
| 124                 | Imerio Cima (ITA)      | 114e                |
| 125                 | Stepan Kourianov (RUS) | 118e                |
| 126                 | Simone Velasco (ITA)   | 43e                 |

| Groupama-FDJ GFC | Groupama-FDJ GFC          | Groupama-FDJ GFC |
| ---------------- | ------------------------- | ---------------- |
| Num              | Coureur                   | Pos              |
| 131              | Arnaud Démare (FRA)       | 24e              |
| 132              | Miles Scotson (AUS)       | 89e              |
| 133              | Jacopo Guarnieri (ITA)    | 103e             |
| 134              | Ignatas Konovalovas (LTU) | AB               |
| 135              | Stefan Küng (SUI)         | 52e              |
| 136              | Ramon Sinkeldam (NED)     | 88e              |

| Israel Start-Up Nation ISN | Israel Start-Up Nation ISN | Israel Start-Up Nation ISN |
| -------------------------- | -------------------------- | -------------------------- |
| Num                        | Coureur                    | Pos                        |
| 141                        | Guillaume Boivin (CAN)     | 40e                        |
| 142                        | Davide Cimolai (ITA)       | 90e                        |
| 143                        | Alex Dowsett (GBR)         | AB                         |
| 144                        | Reto Hollenstein (SUI)     | 82e                        |
| 145                        | Rory Sutherland (AUS)      | 148e                       |
| 146                        | Rick Zabel (GER)           | 81e                        |

| Lotto-Soudal LTS | Lotto-Soudal LTS         | Lotto-Soudal LTS |
| ---------------- | ------------------------ | ---------------- |
| Num              | Coureur                  | Pos              |
| 151              | Caleb Ewan (AUS)         | 113e             |
| 152              | Jasper De Buyst (BEL)    | 110e             |
| 153              | Frederik Frison (BEL)    | AB               |
| 154              | Philippe Gilbert (BEL)   | 9e               |
| 155              | Nikolas Maes (BEL)       | 106e             |
| 156              | Tosh Van der Sande (BEL) | 147e             |

| Mitchelton-Scott MTS | Mitchelton-Scott MTS        | Mitchelton-Scott MTS |
| -------------------- | --------------------------- | -------------------- |
| Num                  | Coureur                     | Pos                  |
| 161                  | Michael Albasini (SUI)      | 130e                 |
| 162                  | Alexander Edmondson (AUS)   | 67e                  |
| 163                  | Alexander Konychev (ITA)    | 69e                  |
| 164                  | Cameron Meyer (AUS) (route) | 125e                 |
| 165                  | Dion Smith (NZL)            | 6e                   |
| 166                  | Robert Stannard (AUS)       | 26e                  |

| Movistar Team MOV | Movistar Team MOV       | Movistar Team MOV |
| ----------------- | ----------------------- | ----------------- |
| Num               | Coureur                 | Pos               |
| 171               | Héctor Carretero (ESP)  | AB                |
| 172               | Dario Cataldo (ITA)     | 123e              |
| 173               | Gabriel Cullaigh (GBR)  | AB                |
| 174               | Matteo Jorgenson (USA)  | 17e               |
| 175               | Eduardo Sepúlveda (ARG) | 86e               |
| 176               | Davide Villella (ITA)   | 35e               |

| NTT Pro Cycling NTT | NTT Pro Cycling NTT        | NTT Pro Cycling NTT |
| ------------------- | -------------------------- | ------------------- |
| Num                 | Coureur                    | Pos                 |
| 181                 | Giacomo Nizzolo (ITA)      | 5e                  |
| 182                 | Edvald Boasson Hagen (NOR) | 100e                |
| 183                 | Michael Gogl (AUT)         | 76e                 |
| 184                 | Michael Valgren (DEN)      | 99e                 |
| 185                 | Roman Kreuziger (CZE)      | 54e                 |
| 186                 | Max Walscheid (GER)        | 146e                |

| Arkéa-Samsic ARK | Arkéa-Samsic ARK     | Arkéa-Samsic ARK |
| ---------------- | -------------------- | ---------------- |
| Num              | Coureur              | Pos              |
| 191              | Thomas Boudat (FRA)  | 129e             |
| 192              | Nacer Bouhanni (FRA) | 38e              |
| 193              | Daniel McLay (GBR)   | 133e             |
| 194              | Laurent Pichon (FRA) | 121e             |
| 195              | Clément Russo (FRA)  | 68e              |
| 196              | Florian Vachon (FRA) | 131e             |

| Team Ineos INS | Team Ineos INS           | Team Ineos INS |
| -------------- | ------------------------ | -------------- |
| Num            | Coureur                  | Pos            |
| 201            | Michał Kwiatkowski (POL) | 15e            |
| 202            | Filippo Ganna (ITA)      | 74e            |
| 203            | Gianni Moscon (ITA)      | 33e            |
| 204            | Salvatore Puccio (ITA)   | 62e            |
| 205            | Ben Swift (GBR)          | 32e            |
| 206            | Dylan van Baarle (NED)   | 140e           |

| Jumbo-Visma TJV | Jumbo-Visma TJV                     | Jumbo-Visma TJV |
| --------------- | ----------------------------------- | --------------- |
| Num             | Coureur                             | Pos             |
| 211             | Wout van Aert (BEL)                 | 1er             |
| 212             | Amund Grøndahl Jansen (NOR) (route) | 45e             |
| 213             | Bert-Jan Lindeman (NED)             | 111e            |
| 214             | Paul Martens (GER)                  | 107e            |
| 215             | Timo Roosen (NED)                   | 59e             |
| 216             | Antwan Tolhoek (NED)                | 141e            |

| Team Sunweb SUN | Team Sunweb SUN            | Team Sunweb SUN |
| --------------- | -------------------------- | --------------- |
| Num             | Coureur                    | Pos             |
| 221             | Michael Matthews (AUS)     | 3e              |
| 222             | Nikias Arndt (GER)         | 56e             |
| 223             | Tiesj Benoot (BEL)         | 20e             |
| 224             | Cees Bol (NED)             | 137e            |
| 225             | Søren Kragh Andersen (DEN) | 57e             |
| 226             | Jasha Sütterlin (GER)      | AB              |

| Total Direct Énergie TDE | Total Direct Énergie TDE | Total Direct Énergie TDE |
| ------------------------ | ------------------------ | ------------------------ |
| Num                      | Coureur                  | Pos                      |
| 231                      | Leonardo Bonifazio (ITA) | 138e                     |
| 232                      | Niccolò Bonifazio (ITA)  | 46e                      |
| 233                      | Adrien Petit (FRA)       | 87e                      |
| 234                      | Geoffrey Soupe (FRA)     | 37e                      |
| 235                      | Anthony Turgis (FRA)     | 29e                      |
| 236                      | Dries Van Gestel (BEL)   | 58e                      |

| Trek-Segafredo TFS | Trek-Segafredo TFS       | Trek-Segafredo TFS |
| ------------------ | ------------------------ | ------------------ |
| Num                | Coureur                  | Pos                |
| 241                | Vincenzo Nibali (ITA)    |                    |
| 242                | Gianluca Brambilla (ITA) |                    |
| 243                | Giulio Ciccone (ITA)     |                    |
| 244                | Nicola Conci (ITA)       |                    |
| 245                | Koen de Kort (NED)       |                    |
| 246                | Matteo Moschetti (ITA)   |                    |

| UAE Team Emirates UAD | UAE Team Emirates UAD             | UAE Team Emirates UAD |
| --------------------- | --------------------------------- | --------------------- |
| Num                   | Coureur                           | Pos                   |
| 251                   | Fernando Gaviria (COL)            |                       |
| 252                   | Davide Formolo (ITA) (route)      |                       |
| 253                   | Alexander Kristoff (NOR)          |                       |
| 254                   | Tadej Pogačar (SLO)               |                       |
| 255                   | Maximiliano Richeze (ARG) (route) |                       |
| 256                   | Oliviero Troia (ITA)              |                       |

| Vini Zabù-KTM THR | Vini Zabù-KTM THR       | Vini Zabù-KTM THR |
| ----------------- | ----------------------- | ----------------- |
| Num               | Coureur                 | Pos               |
| 261               | Giovanni Visconti (ITA) |                   |
| 262               | Marco Frapporti (ITA)   |                   |
| 263               | Roberto González (PAN)  |                   |
| 264               | Umberto Marengo (ITA)   |                   |
| 265               | James Mitri (NZL)       |                   |
| 266               | Lorenzo Rota (ITA)      |                   |

| Deceuninck-Quick Step DQT | Deceuninck-Quick Step DQT | Deceuninck-Quick Step DQT |
| ------------------------- | ------------------------- | ------------------------- |
| Num                       | Coureur                   | Pos                       |
| 1                         | Julian Alaphilippe (FRA)  | 2e                        |
| 2                         | Kasper Asgreen (DEN)      | 72e                       |
| 3                         | Sam Bennett (IRL)         | 60e                       |
| 4                         | Tim Declercq (BEL)        | 108e                      |
| 5                         | Bob Jungels (LUX) (route) | 73e                       |
| 6                         | Zdeněk Štybar (CZE)       | 19e                       |

| AG2R La Mondiale ALM | AG2R La Mondiale ALM    | AG2R La Mondiale ALM |
| -------------------- | ----------------------- | -------------------- |
| Num                  | Coureur                 | Pos                  |
| 11                   | Oliver Naesen (BEL)     | 14e                  |
| 12                   | Julien Duval (FRA)      | 149e                 |
| 13                   | Lawrence Naesen (BEL)   | 79e                  |
| 14                   | Stijn Vandenbergh (BEL) | 80e                  |
| 15                   | Andrea Vendrame (ITA)   | 11e                  |
| 16                   | Lawrence Warbasse (USA) | 64e                  |

| Alpecin-Fenix AFC | Alpecin-Fenix AFC          | Alpecin-Fenix AFC |
| ----------------- | -------------------------- | ----------------- |
| Num               | Coureur                    | Pos               |
| 21                | Mathieu van der Poel (NED) | 13e               |
| 22                | Dries De Bondt (BEL)       | 128e              |
| 23                | Senne Leysen (BEL)         | 105e              |
| 24                | Oscar Riesebeek (NED)      | 143e              |
| 25                | Kristian Sbaragli (ITA)    | 27e               |
| 26                | Scott Thwaites (GBR)       | 95e               |

| Androni Giocattoli-Sidermec ANS | Androni Giocattoli-Sidermec ANS | Androni Giocattoli-Sidermec ANS |
| ------------------------------- | ------------------------------- | ------------------------------- |
| Num                             | Coureur                         | Pos                             |
| 31                              | Nicola Bagioli (ITA)            | 116e                            |
| 32                              | Mattia Bais (ITA)               | 109e                            |
| 33                              | Francesco Gavazzi (ITA)         | 84e                             |
| 34                              | Jhonatan Restrepo (COL)         | 127e                            |
| 35                              | Josip Rumac (CRO) (route)       | 149e                            |
| 36                              | Nicola Venchiarutti (ITA)       | AB                              |

| Astana AST | Astana AST                    | Astana AST |
| ---------- | ----------------------------- | ---------- |
| Num        | Coureur                       | Pos        |
| 41         | Alexey Lutsenko (KAZ) (route) | 55e        |
| 42         | Alex Aranburu (ESP)           | 7e         |
| 43         | Manuele Boaro (ITA)           | AB         |
| 44         | Omar Fraile (ESP)             | 104e       |
| 45         | Gorka Izagirre (ESP)          | 22e        |
| 46         | Davide Martinelli (ITA)       | 92e        |

| Bahrain McLaren TBM | Bahrain McLaren TBM       | Bahrain McLaren TBM |
| ------------------- | ------------------------- | ------------------- |
| Num                 | Coureur                   | Pos                 |
| 51                  | Sonny Colbrelli (ITA)     | 63e                 |
| 52                  | Damiano Caruso (ITA)      | 25e                 |
| 53                  | Iván García Cortina (ESP) | 93e                 |
| 54                  | Marco Haller (AUT)        | AB                  |
| 55                  | Matej Mohorič (SLO)       | 10e                 |
| 56                  | Dylan Teuns (BEL)         | 70e                 |

| Bardiani CSF Faizanè BCF | Bardiani CSF Faizanè BCF | Bardiani CSF Faizanè BCF |
| ------------------------ | ------------------------ | ------------------------ |
| Num                      | Coureur                  | Pos                      |
| 61                       | Vincenzo Albanese (ITA)  | 135e                     |
| 62                       | Iuri Filosi (ITA)        | AB                       |
| 63                       | Filippo Fiorelli (ITA)   | 112e                     |
| 64                       | Fabio Mazzucco (ITA)     | 145e                     |
| 65                       | Daniel Savini (ITA)      | 94e                      |
| 66                       | Alessandro Tonelli (ITA) | 117e                     |

| Bora-Hansgrohe BOH | Bora-Hansgrohe BOH        | Bora-Hansgrohe BOH |
| ------------------ | ------------------------- | ------------------ |
| Num                | Coureur                   | Pos                |
| 71                 | Peter Sagan (SVK)         | 4e                 |
| 72                 | Cesare Benedetti (ITA)    | 53e                |
| 73                 | Marcus Burghardt (GER)    | 51e                |
| 74                 | Oscar Gatto (ITA)         | AB                 |
| 75                 | Felix Großschartner (AUT) | 75e                |
| 76                 | Daniel Oss (ITA)          | 71e                |

| CCC Team CCC | CCC Team CCC               | CCC Team CCC |
| ------------ | -------------------------- | ------------ |
| Num          | Coureur                    | Pos          |
| 81           | Greg Van Avermaet (BEL)    | 8e           |
| 82           | Alessandro De Marchi (ITA) | 31e          |
| 83           | Jonas Koch (GER)           | 66e          |
| 84           | Fausto Masnada (ITA)       | 49e          |
| 85           | Michael Schär (SUI)        | 124e         |
| 86           | Matteo Trentin (ITA)       | AB           |

| Circus-Wanty Gobert CWG | Circus-Wanty Gobert CWG | Circus-Wanty Gobert CWG |
| ----------------------- | ----------------------- | ----------------------- |
| Num                     | Coureur                 | Pos                     |
| 91                      | Jan Bakelants (BEL)     | 41e                     |
| 92                      | Aimé De Gendt (BEL)     | 21e                     |
| 93                      | Xandro Meurisse (BEL)   | 34e                     |
| 94                      | Andrea Pasqualon (ITA)  | 42e                     |
| 95                      | Danny van Poppel (NED)  | 132e                    |
| 96                      | Loïc Vliegen (BEL)      | 48e                     |

| Cofidis COF | Cofidis COF                | Cofidis COF |
| ----------- | -------------------------- | ----------- |
| Num         | Coureur                    | Pos         |
| 101         | Elia Viviani (ITA) (route) | 39e         |
| 102         | Simone Consonni (ITA)      | 139e        |
| 103         | Christophe Laporte (FRA)   | 102e        |
| 104         | Cyril Lemoine (FRA)        | 78e         |
| 105         | Fabio Sabatini (ITA)       | 96e         |
| 106         | Kenneth Vanbilsen (BEL)    | 122e        |

| EF Pro Cycling EF1 | EF Pro Cycling EF1        | EF Pro Cycling EF1 |
| ------------------ | ------------------------- | ------------------ |
| Num                | Coureur                   | Pos                |
| 111                | Alberto Bettiol (ITA)     | 18e                |
| 112                | Simon Clarke (AUS)        | 44e                |
| 113                | Lawson Craddock (USA)     | 136e               |
| 114                | Mitchell Docker (AUS)     | 126e               |
| 115                | Magnus Cort Nielsen (DEN) | 101e               |
| 116                | Michael Woods (CAN)       | 65e                |

| Gazprom-RusVelo GAZ | Gazprom-RusVelo GAZ    | Gazprom-RusVelo GAZ |
| ------------------- | ---------------------- | ------------------- |
| Num                 | Coureur                | Pos                 |
| 121                 | Damiano Cima (ITA)     | 144e                |
| 122                 | Igor Boev (RUS)        | 115e                |
| 123                 | Marco Canola (ITA)     | 36e                 |
| 124                 | Imerio Cima (ITA)      | 114e                |
| 125                 | Stepan Kourianov (RUS) | 118e                |
| 126                 | Simone Velasco (ITA)   | 43e                 |

| Groupama-FDJ GFC | Groupama-FDJ GFC          | Groupama-FDJ GFC |
| ---------------- | ------------------------- | ---------------- |
| Num              | Coureur                   | Pos              |
| 131              | Arnaud Démare (FRA)       | 24e              |
| 132              | Miles Scotson (AUS)       | 89e              |
| 133              | Jacopo Guarnieri (ITA)    | 103e             |
| 134              | Ignatas Konovalovas (LTU) | AB               |
| 135              | Stefan Küng (SUI)         | 52e              |
| 136              | Ramon Sinkeldam (NED)     | 88e              |

| Israel Start-Up Nation ISN | Israel Start-Up Nation ISN | Israel Start-Up Nation ISN |
| -------------------------- | -------------------------- | -------------------------- |
| Num                        | Coureur                    | Pos                        |
| 141                        | Guillaume Boivin (CAN)     | 40e                        |
| 142                        | Davide Cimolai (ITA)       | 90e                        |
| 143                        | Alex Dowsett (GBR)         | AB                         |
| 144                        | Reto Hollenstein (SUI)     | 82e                        |
| 145                        | Rory Sutherland (AUS)      | 148e                       |
| 146                        | Rick Zabel (GER)           | 81e                        |

| Lotto-Soudal LTS | Lotto-Soudal LTS         | Lotto-Soudal LTS |
| ---------------- | ------------------------ | ---------------- |
| Num              | Coureur                  | Pos              |
| 151              | Caleb Ewan (AUS)         | 113e             |
| 152              | Jasper De Buyst (BEL)    | 110e             |
| 153              | Frederik Frison (BEL)    | AB               |
| 154              | Philippe Gilbert (BEL)   | 9e               |
| 155              | Nikolas Maes (BEL)       | 106e             |
| 156              | Tosh Van der Sande (BEL) | 147e             |

| Mitchelton-Scott MTS | Mitchelton-Scott MTS        | Mitchelton-Scott MTS |
| -------------------- | --------------------------- | -------------------- |
| Num                  | Coureur                     | Pos                  |
| 161                  | Michael Albasini (SUI)      | 130e                 |
| 162                  | Alexander Edmondson (AUS)   | 67e                  |
| 163                  | Alexander Konychev (ITA)    | 69e                  |
| 164                  | Cameron Meyer (AUS) (route) | 125e                 |
| 165                  | Dion Smith (NZL)            | 6e                   |
| 166                  | Robert Stannard (AUS)       | 26e                  |

| Movistar Team MOV | Movistar Team MOV       | Movistar Team MOV |
| ----------------- | ----------------------- | ----------------- |
| Num               | Coureur                 | Pos               |
| 171               | Héctor Carretero (ESP)  | AB                |
| 172               | Dario Cataldo (ITA)     | 123e              |
| 173               | Gabriel Cullaigh (GBR)  | AB                |
| 174               | Matteo Jorgenson (USA)  | 17e               |
| 175               | Eduardo Sepúlveda (ARG) | 86e               |
| 176               | Davide Villella (ITA)   | 35e               |

| NTT Pro Cycling NTT | NTT Pro Cycling NTT        | NTT Pro Cycling NTT |
| ------------------- | -------------------------- | ------------------- |
| Num                 | Coureur                    | Pos                 |
| 181                 | Giacomo Nizzolo (ITA)      | 5e                  |
| 182                 | Edvald Boasson Hagen (NOR) | 100e                |
| 183                 | Michael Gogl (AUT)         | 76e                 |
| 184                 | Michael Valgren (DEN)      | 99e                 |
| 185                 | Roman Kreuziger (CZE)      | 54e                 |
| 186                 | Max Walscheid (GER)        | 146e                |

| Arkéa-Samsic ARK | Arkéa-Samsic ARK     | Arkéa-Samsic ARK |
| ---------------- | -------------------- | ---------------- |
| Num              | Coureur              | Pos              |
| 191              | Thomas Boudat (FRA)  | 129e             |
| 192              | Nacer Bouhanni (FRA) | 38e              |
| 193              | Daniel McLay (GBR)   | 133e             |
| 194              | Laurent Pichon (FRA) | 121e             |
| 195              | Clément Russo (FRA)  | 68e              |
| 196              | Florian Vachon (FRA) | 131e             |

| Team Ineos INS | Team Ineos INS           | Team Ineos INS |
| -------------- | ------------------------ | -------------- |
| Num            | Coureur                  | Pos            |
| 201            | Michał Kwiatkowski (POL) | 15e            |
| 202            | Filippo Ganna (ITA)      | 74e            |
| 203            | Gianni Moscon (ITA)      | 33e            |
| 204            | Salvatore Puccio (ITA)   | 62e            |
| 205            | Ben Swift (GBR)          | 32e            |
| 206            | Dylan van Baarle (NED)   | 140e           |

| Jumbo-Visma TJV | Jumbo-Visma TJV                     | Jumbo-Visma TJV |
| --------------- | ----------------------------------- | --------------- |
| Num             | Coureur                             | Pos             |
| 211             | Wout van Aert (BEL)                 | 1er             |
| 212             | Amund Grøndahl Jansen (NOR) (route) | 45e             |
| 213             | Bert-Jan Lindeman (NED)             | 111e            |
| 214             | Paul Martens (GER)                  | 107e            |
| 215             | Timo Roosen (NED)                   | 59e             |
| 216             | Antwan Tolhoek (NED)                | 141e            |

| Team Sunweb SUN | Team Sunweb SUN            | Team Sunweb SUN |
| --------------- | -------------------------- | --------------- |
| Num             | Coureur                    | Pos             |
| 221             | Michael Matthews (AUS)     | 3e              |
| 222             | Nikias Arndt (GER)         | 56e             |
| 223             | Tiesj Benoot (BEL)         | 20e             |
| 224             | Cees Bol (NED)             | 137e            |
| 225             | Søren Kragh Andersen (DEN) | 57e             |
| 226             | Jasha Sütterlin (GER)      | AB              |

| Total Direct Énergie TDE | Total Direct Énergie TDE | Total Direct Énergie TDE |
| ------------------------ | ------------------------ | ------------------------ |
| Num                      | Coureur                  | Pos                      |
| 231                      | Leonardo Bonifazio (ITA) | 138e                     |
| 232                      | Niccolò Bonifazio (ITA)  | 46e                      |
| 233                      | Adrien Petit (FRA)       | 87e                      |
| 234                      | Geoffrey Soupe (FRA)     | 37e                      |
| 235                      | Anthony Turgis (FRA)     | 29e                      |
| 236                      | Dries Van Gestel (BEL)   | 58e                      |

| Trek-Segafredo TFS | Trek-Segafredo TFS       | Trek-Segafredo TFS |
| ------------------ | ------------------------ | ------------------ |
| Num                | Coureur                  | Pos                |
| 241                | Vincenzo Nibali (ITA)    |                    |
| 242                | Gianluca Brambilla (ITA) |                    |
| 243                | Giulio Ciccone (ITA)     |                    |
| 244                | Nicola Conci (ITA)       |                    |
| 245                | Koen de Kort (NED)       |                    |
| 246                | Matteo Moschetti (ITA)   |                    |

| UAE Team Emirates UAD | UAE Team Emirates UAD             | UAE Team Emirates UAD |
| --------------------- | --------------------------------- | --------------------- |
| Num                   | Coureur                           | Pos                   |
| 251                   | Fernando Gaviria (COL)            |                       |
| 252                   | Davide Formolo (ITA) (route)      |                       |
| 253                   | Alexander Kristoff (NOR)          |                       |
| 254                   | Tadej Pogačar (SLO)               |                       |
| 255                   | Maximiliano Richeze (ARG) (route) |                       |
| 256                   | Oliviero Troia (ITA)              |                       |

| Vini Zabù-KTM THR | Vini Zabù-KTM THR       | Vini Zabù-KTM THR |
| ----------------- | ----------------------- | ----------------- |
| Num               | Coureur                 | Pos               |
| 261               | Giovanni Visconti (ITA) |                   |
| 262               | Marco Frapporti (ITA)   |                   |
| 263               | Roberto González (PAN)  |                   |
| 264               | Umberto Marengo (ITA)   |                   |
| 265               | James Mitri (NZL)       |                   |
| 266               | Lorenzo Rota (ITA)      |                   |